# Eurata hilaris
Eurata hilaris là một loài bướm đêm thuộc phân họ Arctiinae, họ Erebidae.